# Galaxy Angel
Galaxy Angel (ギャラクシーエンジェル Gyarakushī Enjeru?) es una franquicia bishōjo de ciencia ficción y comedia creada por Broccoli (los creadores de Di Gi Charat). El planteamiento y guion original son de Broccoli, y los diseños de personajes son de Kanan. Galaxy Angel fue adaptada por Madhouse a cuatro temporadas de anime para la televisión japonesa. También existe una secuela de la misma llamada Galaxy Angel II. Tiene tres adaptaciones a videojuegos de estrategia, con partes de simulador de citas, en consolas de Playstation 2, XBOX y PC, así como mangas originales de Broccoli y publicados por JIVE Ltd.
Galaxy Angel muestra la historia de un quinteto de mujeres, miembros de una organización que resuelve determinados problemas, pero que está en principio dedicada a la búsqueda de artefactos conocidos como la "Tecnología Perdida".

## Naves
Emblem Frames (エンブレムフレーム Enburemu Furēmu?)
Fueron diseñados con la Tecnología Perdida. Todos los Emblem Frames poseen la tecnología más avanzada hasta las últimas estrategias militares, con un equipo de generadores de gravedad, escudos, así como un sistema de navegación de Chrono, que les permite viajar a grandes velocidades a través de la galaxia. Se dice que solamente un Emblem Frame es equivalente a una flota entera - como se muestra en el primer juego -. Cada Emblem Frame es controlado por los pensamientos del piloto (vía de sistema H.A.L.O.), y si sus emociones se hacen inestables, es menos eficientes el Emblem Frame, dejando de funcionar.
Elsior (エルシオール Erushiōru?)
Llamado también Elle Ciel, es el buque insignia de las Galaxy Angel, y autorizado por Shatoyan, el Elsior está bajo el mando de Tact Mayers, anteriormente dirigido por el general Luff, con Rester Cooldaras como su segundo al mando. El Elsior se asemeja a los Emblem Frames, construida también con Tecnología Perdida. Al ser una nave ceremonial de paz y confía casi completamente de los Emblem Frames para su defensa, no posee armamento. Es una nave de guerra y a su vez una pequeña ciudad flotante. Además, el Elsior puede ser equipado con un arma devastadora conocida como el Chrono Break Cannon. 
Como los Emblem Frames, la existencia del Elsior es un misterio, y hay cosas a bordo que nadie conoce, ni se entiende completamente. Nadie, excepto quizás la Diosa Shatoyan. Esto fue demostrado en el primer juego que, ya que el equipo de la nave es principalmente el personal de investigación de la Tecnología Perdida de la White Moon, ellos son sobre todo en mayor número mujeres. Desde entonces, hay un número de miembros de equipo masculinos, transferidos como Tact y Rester de su mando anterior.

## La Tecnología Perdida
Como su nombre lo indica, son Tecnologías Perdidas muy misteriosas dejadas por civilizaciones antiguas con un poder sobrenatural que pocos pueden explicar. Tanto en el anime, como en videojuego y el manga, las Tecnologías Perdidas son objetos que no necesariamente tienen que tener sentido y cada una toma diferentes roles, en el anime dan en la mayoría de los capítulos la trama de la historia, también ocasionan problemas y a veces sus poderes son demasiado tontos. Mientras que en el videojuego y en el manga, son los puntos de quiebre de las batallas, siempre se usan como armas que dan poderes descomunales, pero también son muy peligrosas de manejar.

## Adaptaciones

### Anime
Dirigida por Morio Asaka y Yoshimitsu Ohashi, y animada por el estudio Madhouse. La primera parte de la serie consta de 4 temporadas y un total de 113 episodios.
La serie de anime Galaxy Angel, fue producida por Broccoli, Madhouse y Bandai Visual, se estrenó en Japón en Animax entre el 7 de abril de 2001 hasta el 29 de septiembre de 2001, y pronto fue seguido por varias temporadas, la segunda ("Z"), una tercera parte ("A", "AA", y "S") y una cuarta última temporada ("X"), así como su secuela Galaxy Angel II. Cada emisión, a excepción de la primera temporada que cada episodio es de quince minutos, está compuesta por dos episodios de diez minutos, cuyos títulos siempre contienen referencias a la alimentación. La primera serie fue transmitida por Animax, más tarde las otras temporadas se han transmitido por TV Osaka y las estaciones de TXN.
En el plano internacional, la serie ha sido emitida por Animax y sus respectivas redes en todo el mundo, incluyendo sus redes de idioma inglés en el sudeste asiático y Asia meridional, y sus redes en Hong Kong, Taiwán, Corea del Sur y América Latina. En el caso de América Latina, la serie había sido adquirida originalmente por Locomotion, pero por el cambio de éste a Animax en el año 2005, fue estrenada y transmitida por este último. En los EE. UU., se distribuye en DVD por Bandai Entertainment.
| temporada | Título           | Emisiones (TV) 1 | Episodios (TV+extra) 2 | Dirigidos                      | Estreno en Japón 3                                 | Estreno en USA          |
| --------- | ---------------- | ---------------- | ---------------------- | ------------------------------ | -------------------------------------------------- | ----------------------- |
| 1         | Galaxy Angel     | 24               | 24+2                   | Morio Asaka, Yoshimitsu Ohashi | 7 de abril de 2001 al 29 de septiembre de 2001     | 27 de junio de 2006     |
| 2         | Galaxy Angel Z   | 9                | 18+1                   | Morio Asaka, Yoshimitsu Ohashi | 3 de febrero de 2002 al 31 de marzo de 2002        | 25 de julio de 2006     |
| 3 4       | Galaxy Angel A   | 13               | 26                     | Shigehito Takayanagi           | 10 de noviembre de 2002 al 29 de diciembre de 2002 | 27 de diciembre de 2006 |
| 3 4       | Galaxy Angel AA  | 13               | 25+2                   | Shigehito Takayanagi           | 5 de enero de 2003 al 30 de marzo de 2003          | 19 de agosto de 2008    |
| 3 4       | Galaxy Angel S 5 | 1                | 2                      | Shigehito Takayanagi           | 21 de diciembre de 2003                            | 6 de mayo de 2008       |
| 4         | Galaxy Angel X   | 13               | 26                     | Shigehito Takayanagi           | 7 de julio de 2004 al 29 de septiembre de 2004     | 2 de septiembre de 2008 |

Notas:
1: Los episodios de la primera temporada duran alrededor de 14 minutos.
2: Algunos episodios no fueron emitidos en Japón. Estas se añadieron más tarde como episodios extra (OVAs) lanzados en DVD.
3: Haciendo caso omiso de los episodios extras en DVD.
4:Galaxy Angel A y AA es actualmente considerada como la misma serie (Serie 3) en Japón. Simplemente se decidió darle un nombre diferente en el medio de la serie.
5: Galaxy Angel S es un simple episodio Especial, se considera parte de la serie 3 (A y AA).
El anime de Galaxy Angel generalmente abandona cualquier sentido de la continuidad estricta o paralelas después de la primera serie, por lo que se puede ver en cualquier orden. Las chicas son frecuentemente abandonadas, asesinadas o transformadas en cualquier cosa para volver completamente normales en el siguiente episodio. Sin embargo, la serie de sesiones presentan un nuevo personaje y se hacen algunas referencias a los eventos divertidos en las series anteriores (por ejemplo, las referencias a la Corned Beef Bandit). Muchos episodios también hacen parodias de la cultura japonesa, las películas, y, por supuesto, del anime. La serie animada también puede ser citada como una serie con fanservice por la representación de sus personajes (especialmente los de Ranpha Franboise y Forte Stollen), pero no tan evidente como otros ni con mucho sentido sexual, es más bien un espectáculo de autopromoción, con el humor absurdo, espontáneos números musicales, y los trajes elaborados.

#### Música
Openings
- "Galaxy☆Bang! Bang!" (ギャラクシー☆Bang!Bang! Gyarakushī☆...?)

Interpretado por: Angel-tai
Temporada 1
- "Yumemitai☆Angel-tai" (夢見たい☆エンジェル隊 ...☆Enjeru-tai?)

Interpretado por: Angel-tai
Temporada 2
- "Galaxy☆Ba-ban-ga-Bang!" (ギャラクシー☆ばばんがBang! Gyarakushī☆...?)

Interpretado por: Angel-tai
Temporada 3
Episodios: 1 (1-1) - 28 (14-2)
- "Angel★Ukki (エンジェル★うっきー" Enjeru★Ukkī?)

Interpretado por: Angel-tai
Temporada 3
Episodios: 29 (15-1) - 52 (26-2)
- "Angel★Rock n Roll" (エンジェル★ろっけんろー Enjeru★Rokke n Rō?)

Interpretado por: Angel Tai
Temporada 4
Endings
- "Horoscope Rhapsody" (ホロスコープ・ラプソディー Horosukōpu Rapundī?)

Interpretado por: Angel-tai
Temporada 1
- "Happy Question" (はっぴぃ・くえすちょん Happī Kuesuchon?)

Interpretado por: Angel-tai
Temporada 2
- "Angel Wasshoi!" (エンジェルわっしょい! Enjeru Wasshoi!?)

Interpretado por: Angel-tai
Temporada 3
- "Dotabata*Angel Loop" (ドタバタ☆エンジェループ Dotabata☆Enjeru Rūpu?)

Interpretado por: Angel-tai
Temporada 3
- "In the Chaos" (En el caos)

Interpretado por: JAM Project
Temporada 3
- "Jelly Beans"

Interpretado por: Shintani Ryoko y Gotou Saori,
Temporada 4
- "Final Flight"

Interpretado por: Angel Tai
Temporada 4

### Videojuego
Las Galaxy Angel son parte de la División Especial de Defensa y trabajan de cerca con los Guardias Especial Imperiales y los Equipos de Defensa Satelital. Son los guardias de la White Moon (Luna Blanca), el planeta sagrado del imperio de Transbaal, y de los protectores personales de la diosa de la White Moon "Shatyarn". 
Galaxy Angel
La historia comienza con Eonia Transbaal que procura un asumir el control del Imperio de Transbaal con la ayuda de la misteriosa Black Moon (Luna Negra), contrapartes de la White Moon. Pero para pelear contra los planes de Eonia, el equipo de Galaxy Angel junto con su nave insignia el Elsior, que está en las manos del comandante Tact Mayers, se unirán para detener la ambición de Eonia.
Galaxy Angel-Moonlit Lovers
El segundo juego de la trilogía, gira alrededor de las batallas con las fuerzas de Eonia conducidas por el general Rezum y más adelante una mujer misteriosa llamada Nephelia que demanda ser una miembro de la raza de los Val-Fasq. Aparece un nuevo miembro al Angel-tai, Chitose Karasuma y también la relación entre Tact y las Angel se explica un poco más.
Galaxy Angel-Eternal Lovers
En el juego final, la guerra contra el imperio Val-Fasq comienza en serio, mientras que un par de refugiados del legendario EDEN (el lugar de origen de la White y Black Moon) llegan para pedir al imperio de Transbaal y al héroe Tact Meyers su ayuda. La relación de Tact y de las Galaxy Angel también se pone en peligro serio por la guerra con los Val-Fasq que los mantienen separados cada vez más cuando avanza.

### Manga
Fueron publicados en Estados Unidos por Broccoli-Books. El manga presenta los mismos personajes que el videojuego, pero con diferentes historias.
Galaxy Angel
Galaxy Angel tienen una misión. Ellos deben proteger al Príncipe Shiva, el único sobreviviente de la familia real diezmada por un golpe de Estado ocasionada por Eonia, su hermano. El hará cualquier cosa por capturar a su hermano y tomar el poder de Transbaal.
| Volumen | ISBN (Japón)       | ISBN (EE. UU.)     |
| ------- | ------------------ | ------------------ |
| 01      | ISBN 4-04-712286-6 | ISBN 1-932480-20-X |
| 02      | ISBN 4-04-712308-0 | ISBN 1-932480-21-8 |
| 03      | ISBN 4-04-712323-4 | ISBN 1-932480-22-6 |
| 04      | ISBN 4-04-712346-3 | ISBN 1-932480-43-9 |
| 05      | ISBN 4-04-712361-7 | ISBN 1-932480-22-6 |

Galaxy Angel Beta
Es la continuación de la historia, en este aparece Chitose (aparece en el anterior manga pero al final) y se una a las Galaxy Angel, sin conocer a su nueva compañera las Galaxy Angel son mandadas a la White Moon para investigar esta nueva arma, pero Eonia vuelve a amenazar y parece que su objetivo es obtener el arma para sus propósitos, pero las Angel estarán para defenderlo.
| Volumen | ISBN (Japón)       | ISBN (EE. UU.)     |
| ------- | ------------------ | ------------------ |
| 01      | ISBN 4-86176-048-8 | ISBN 1-59741-021-7 |
| 02      | ISBN 4-86176-179-4 | ISBN 1-59741-022-5 |
| 03      | ISBN 4-86176-230-8 | ISBN 1-59741-023-3 |

Galaxy Angel Party
Son mangas cómicos que mezclan los personajes del anime y el manga, esta edición tiene tres libros y cada uno su propia historia.
| Volumen | ISBN (EE. UU.      | Fecha de publicación en EE. UU. |
| ------- | ------------------ | ------------------------------- |
| 01      | ISBN 1-932480-26-9 | 27 de julio de 2005             |
| 02      | ISBN 1-932480-27-7 | 4 de enero de 2006              |
| 03      | ISBN 1-932480-28-5 | 4 de octubre de 2006            |